# Batalla de Lagos
La batalla de Lagos tuvo lugar entre una flota británica comandada por el almirante Edward Boscawen y una flota francesa al mando de Jean-François de La Clue-Sabran durante dos días en 1759 durante la Guerra de los Siete Años. Lucharon al suroeste del golfo de Cádiz el 18 de agosto y al este del pequeño puerto portugués de Lagos, que da nombre a la batalla, el 19 de agosto. Más tarde se convirtió en parte de la Guerra de los Siete Años.
La Clue intentaba evadir a Boscawen y llevar a la Flota francesa del Mediterráneo al Atlántico, evitando la batalla si era posible; tenía entonces órdenes de navegar hacia las Indias Occidentales. Boscawen tenía órdenes de evitar una ruptura francesa en el Atlántico y de perseguir y luchar contra los franceses si lo hacían. Durante la tarde del 17 de agosto, la flota francesa atravesó con éxito el Estrecho de Gibraltar, pero fue avistada por un barco británico poco después de entrar en el Atlántico. La flota británica estaba en las cercanías de Gibraltar, siendo sometida a una importante remodelación. Salió del puerto en medio de una gran confusión, la mayoría de los barcos no terminaron sus remodelaciones, y muchos se retrasaron y navegaron en un segundo escuadrón. Consciente de que lo perseguían, La Clue modificó su plan y cambió de rumbo; la mitad de sus barcos no lo siguieron en la oscuridad, pero los británicos lo hicieron.
Los británicos alcanzaron a los franceses el día 18 y se produjeron feroces combates, durante los cuales varios barcos sufrieron graves daños y un barco francés fue capturado. Los británicos, que superaban en gran medida a los seis barcos franceses restantes, los persiguieron durante la noche de luna del 18 al 19 de agosto, durante la cual otros dos barcos franceses escaparon. El 19, los restos de la flota francesa intentaron refugiarse en aguas neutrales portuguesas cerca de Lagos, pero Boscawen violó esa neutralidad, capturando dos barcos franceses más y destruyendo los otros dos.

## Antecedentes
El malestar endémico entre Francia y Gran Bretaña durante el siglo XVIII se convirtió en una guerra abierta en 1754 y 1755. En 1756 estalló en Europa lo que se conoció como la Guerra de los Siete Años, enfrentando a Francia, Austria y Rusia contra Gran Bretaña y Prusia. Francia apoyó a Austria y Rusia en una campaña terrestre contra Prusia y lanzó lo que consideró su principal esfuerzo en una ofensiva marítima y colonial contra Gran Bretaña.
A principios de 1759 ninguna de las dos alianzas tenía ventaja, ni en las campañas terrestres ni marítimas, y ambas tenían serios problemas para financiar la guerra. En 1759, más del 60% de los ingresos franceses se destinó al servicio de su deuda, lo que provocó numerosos desabastecimientos. La Armada francesa en particular estaba sobrecargada y adolecía de la falta de una doctrina coherente, agravada por la inexperiencia que rayaba en la incompetencia del secretario de Estado de Marina, Nicolas René Berryer, exjefe de policía. Mientras tanto, el esfuerzo bélico de Gran Bretaña hasta principios de 1757 había sido un fracaso, con reveses en Europa, América del Norte, India y en el mar. A partir de junio pasó a estar bajo el control del nuevo y asertivo secretario de Estado del departamento sur (canciller), William Pitt, quien impuso una estrategia coordinada. A principios de 1759 esto estaba comenzando a dar sus frutos.
En respuesta a los éxitos británicos, los ministros del rey francés Luis XV planearon una invasión directa de Gran Bretaña, que, de tener éxito, habría decidido la guerra a su favor. Se reunió un ejército de 17.000 en Vannes, en el sureste de Bretaña, y se reunieron cerca de 100 transportes cerca de la bahía de Quiberon. En su forma final, el plan francés requería que estos transportes fueran escoltados por la marina francesa. Sin embargo, en el mejor de los casos, los franceses lucharon por tripular toda su flota con marineros experimentados; Se podían utilizar marineros, pero incluso una pequeña deficiencia en el manejo del barco se traducía en una marcada desventaja en el combate. Tres años después de la guerra, miles de marineros franceses fueron retenidos como prisioneros por los británicos; muchos más se dedicaban a carreras de corsarios especulativos y ocasionalmente lucrativos; y las malas condiciones, la onerosa disciplina a bordo y los bajos salarios, pagados con retraso, fueron un fuerte desincentivo para el servicio. Los transportes también requirieron al menos un cuadro de hombres capacitados.
Los franceses poseían 73 barcos de línea, los buques de guerra más grandes de la época: 30 en servicio en el extranjero y 43 en aguas nacionales. Estos últimos se dividieron entre el puerto atlántico de Brest (22 barcos) y el puerto mediterráneo de Toulon, con un pequeño número en dos puertos del golfo de Vizcaya: Lorient y Rochefort. En total, estos barcos requirieron un complemento agregado de unos 25 000 hombres; estaban más de 9.000 por debajo de esto. Los británicos tenían 40 barcos de línea en sus aguas nacionales, y otros 15 en su Flota del Mediterráneo, que tenía su base en Gibraltar.

### Preludio

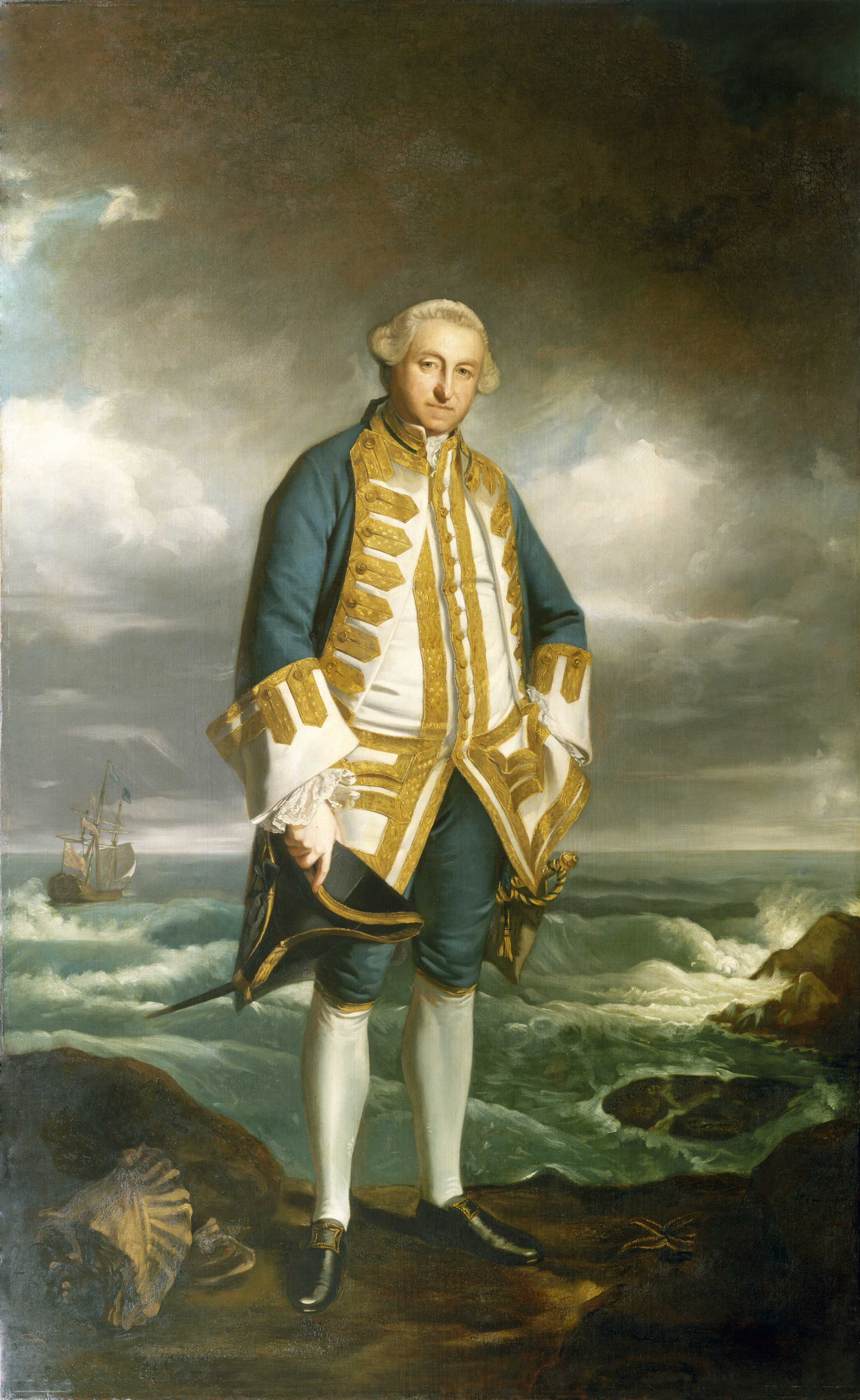
Sir Edward Boscawen

En mayo de 1759 Edward Boscawen tomó el mando de la flota británica en el Mediterráneo. Además de 15 barcos de línea, también tenía 12 fragatas, más pequeñas y más rápidas que los barcos de línea y destinadas principalmente a incursiones, reconocimiento y mensajería. Se le encomendó la tarea de acosar a los franceses, proteger la navegación mercante británica y garantizar la seguridad del puesto de avanzada británico y la base naval en Gibraltar. A finales de julio, los barcos de la flota británica estaban escasos de suministros y necesitaban urgentemente mantenimiento después de su prolongado período en el mar, durante el cual algunos barcos habían sido dañados por la acción del enemigo. La flota se retiró a Gibraltar y llegó el 4 de agosto. Allí iniciaron el difícil proceso de raspar los fondos de los barcos para liberarlos de percebes y algas, reparar y reemplazar sus aparejos y reemplazar los largueros. Mientras esta remodelación estaba en marcha, llegaron nuevos pedidos, alertando a Boscawen de la probabilidad de que la Flota francesa del Mediterráneo intentaría unirse a su Flota Atlántica, probablemente en Brest, y dándole instrucciones para evitarlo. Ordenó que las dos primeras de sus fragatas estuvieran listas para el mar para patrullar hacia el este, donde el Mediterráneo se estrechaba hasta el cuello de botella del Estrecho de Gibraltar, para advertir si los franceses intentaban escapar.
A principios de año, un aspecto de la estrategia británica se había desarrollado en las Indias Occidentales. En febrero, 4.000 soldados británicos desembarcaron en la posesión antillana francesa de Guadalupe. Se suponía que la inmensa producción de azúcar de esta isla superaba la de todas las Islas británicas de Sotavento juntas. Después de grandes dificultades para prepararlos para el mar, nueve barcos franceses de línea, al mando de Maximin de Bompart, fueron enviados para relevar la isla. Llegaron el día después de que el gobernador francés se rindiera a los británicos el 1 de mayo.
La noticia de este desastre se transmitió a París, donde, tras deliberar, se decidió reforzar la fuerza de Bompart con la Flota del Mediterráneo. Las órdenes de navegar llegaron a su comandante, el almirante Jean-François de La Clue-Sabran, a fines de julio, y partió de Toulon el 5 de agosto. Consistía en doce barcos de línea y tres fragatas. La Clue pretendía atravesar el Estrecho de Gibraltar de noche, para mantener a los británicos en la ignorancia de su ausencia del Mediterráneo. Anticipó que esto podría dispersar su flota, y había ordenado a sus barcos que se encontraran frente al puerto español de Cádiz. A última hora de la tarde del 17 de agosto, los franceses atravesaron el estrecho, pero fueron observados poco después por la fragata británica HMS Gibraltar. Los franceses sabían que habían sido descubiertos y, al darse cuenta de que la flota británica estaba en Gibraltar, anticiparon una persecución inmediata.
El acercamiento del Gibraltar, disparando sus cañones para indicar que el enemigo había sido avistado, tomó por sorpresa a los británicos. Hubo una lucha por ponerse en marcha. La mayoría de los capitanes y muchos tripulantes estaban en tierra; algunos, incluido Boscawen, estaban cenando a varios kilómetros de distancia. La mayoría de los barcos navegaban sin sus capitanes, algunos bajo el mando de oficiales subalternos. Sus superiores siguieron lo mejor que pudieron: el buque insignia, el HMS Namur, navegó con tres capitanes y el almirante a bordo, y se clasificaron según lo permitían las circunstancias. Muchos oficiales y hombres quedaron en tierra. Varios barcos apenas estaban en condiciones de navegar. El proceso de encajar o "doblar" las velas en los mástiles de los grandes buques de guerra de la época era complicado, y la mayoría de los barcos británicos se vieron obligados a hacerlo mientras navegaban, en la oscuridad, sin personal suficiente y con pocos oficiales. . Algunos también estaban colocando mástiles o incluso subiendo sus mástiles superiores. Los barcos estaban abarrotados de material para su reacondicionamiento y de provisiones sin estibar. El HMS Prince tenía tantos barriles en una de sus cubiertas de armas que no podía operar las armas de esa cubierta; la tripulación del HMS America arrojó por la borda grandes cantidades de material suelto. A pesar de estas dificultades, a las 11:00 p. m., dentro de las tres horas posteriores a la aparición de Gibraltar, ocho barcos británicos de línea habían salido del puerto y se dirigían al Atlántico. Varios barcos quedaron atrás, bajo el mando del vicealmirante Thomas Brodrick, con órdenes de zarpar tan pronto como pudieran estar en condiciones de navegar.
Los barcos que navegaban de noche solían exhibir linternas en la popa y los mástiles para evitar colisiones y permitir que grupos de barcos mantuvieran el contacto. Deseando ser lo más discreto posible, los barcos franceses probablemente no siguieron esta práctica. Todos los barcos franceses habían recibido órdenes selladas, que debían abrir al pasar el Estrecho de Gibraltar; éstos les indicaron que la flota debía reunirse en Cádiz. Sabiendo que habían sido observados por los británicos, La Clue cambió su plan. En lugar de dirigirse a Cádiz, donde temía que los británicos pudieran bloquearlo fácilmente, decidió navegar más hacia el oeste, despejar el cabo de San Vicente y dirigirse al Atlántico norte. Sin embargo, la armada francesa no contaba con un sistema eficaz de señalización nocturna. Entonces, aproximadamente a la medianoche, La Clue hizo que su buque insignia, Océan, encendiera su linterna de popa, girara a babor (hacia la izquierda o hacia el oeste) y redujera su velocidad. Normalmente, este tipo de acciones irían acompañadas de disparos de cañón para llamar la atención. El historiador naval Sam Willis sugiere que es posible que La Clue, a quien se le había ordenado evitar la batalla a toda costa, sabiendo que toda la flota estaba relativamente cerca y no deseaba anunciar su maniobra, omitió hacer esto.

## Batalla

### En el mar

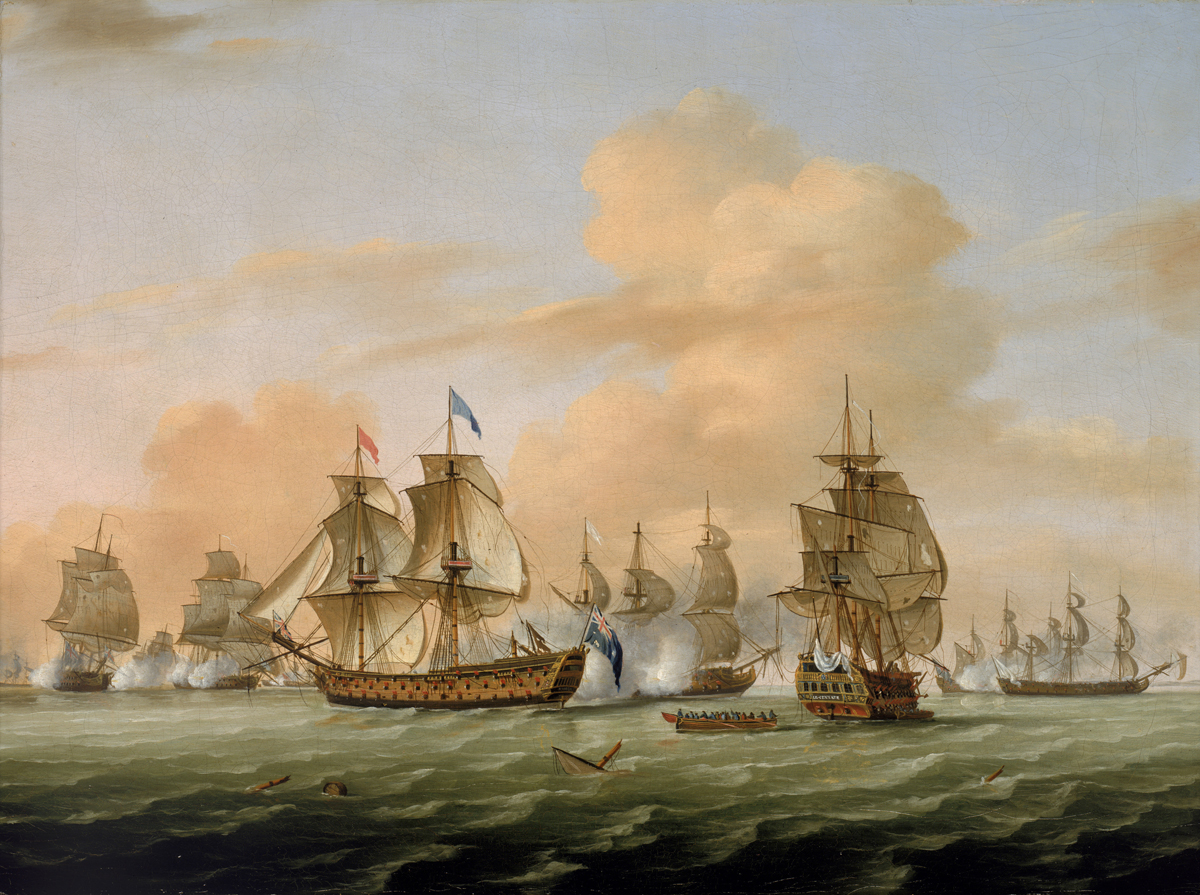
La Batalla de Lagos por Thomas Luny

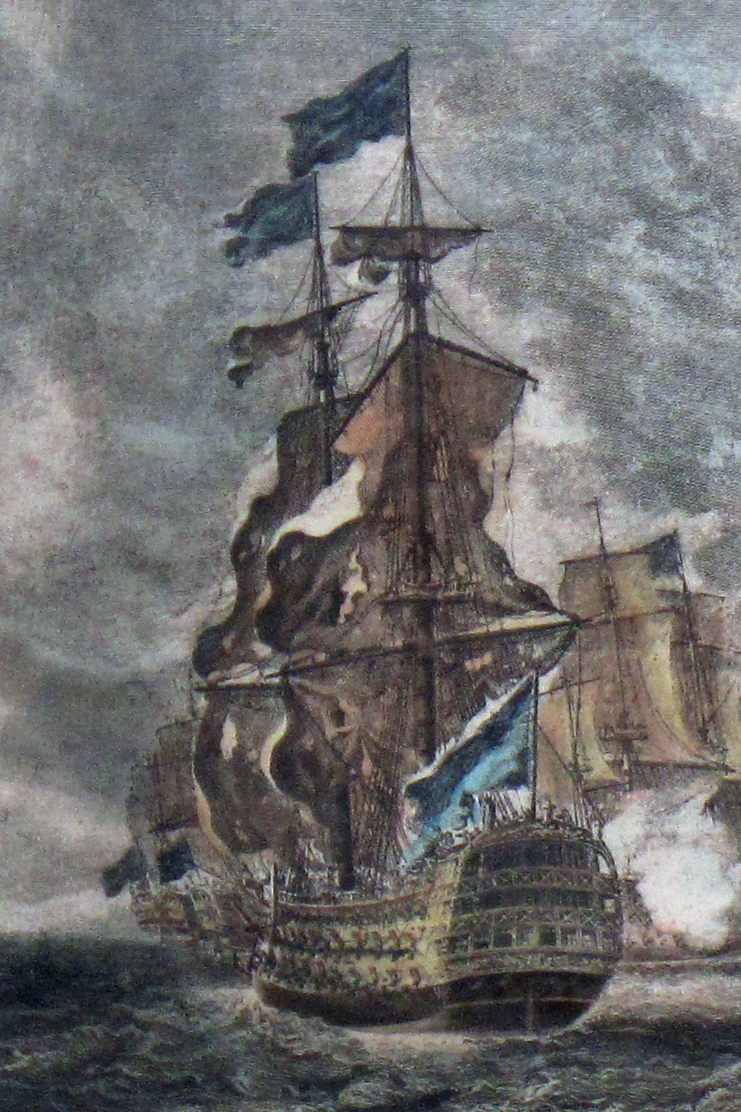
El buque insignia británico, HMS Namur

Ocho de los quince barcos de la flota francesa continuaron rumbo a Cádiz. No está claro si esto fue porque no observaron el cambio de rumbo del buque insignia, porque no entendieron sus implicaciones, o porque sintieron que sus órdenes recién abiertas tenían prioridad. Al amanecer del 18 de agosto, La Clue solo pudo ver otros seis barcos. Les ordenó reunirse en el buque insignia y lanzarse y esperar la aparición anticipada del resto de la flota. Aproximadamente a las 6:00 a. m., un grupo de barcos grandes apareció a la vista y La Clue permaneció inmóvil, creyendo que eran el componente faltante de su flota. Sólo cuando las gavias de los nueve barcos del segundo escuadrón británico, los rezagados bajo Brodrick, fueron avistados más atrás, se dio cuenta de que todos estos barcos eran británicos.
Los siete barcos franceses navegaron a la velocidad de su miembro más lento, el Souverain. Boscawen ordenó a sus barcos que mantuvieran la formación, para evitar que sus barcos más rápidos alcanzaran y se enfrentaran al escuadrón francés individualmente y fueran derrotados en detalle. Los barcos británicos demostraron ser más rápidos y se vieron ligeramente favorecidos por vientos variables, lo que les permitió superar gradualmente a los franceses en la tarde del 18 de agosto. Boscawen señaló repetidamente a sus barcos que "Aceleraran más". Varios de los barcos británicos se vieron obstaculizados por la rotura de sus velas recién deformadas o la rotura de sus palos recién instalados, ya que estaban sobrecargados por tripulaciones deseosas de atrapar a los franceses. A la 1:00 p. m., los barcos franceses izaron sus insignias de batalla y abrieron fuego a larga distancia. Los barcos de línea tenían la mayoría de sus cañones montados en sus costados, para permitirles disparar de costado, pero tenían un pequeño número de cañones más ligeros montados en sus popas, capaces de disparar a sus traseros. No era posible disparar eficazmente delante de tales barcos. Los franceses pudieron así disparar a los británicos a medida que se acercaban, mientras que los británicos no pudieron ofrecer mucha respuesta. Los franceses intentaron inutilizar las velas y los aparejos de los barcos británicos, pero con poco efecto.
A las 2:30 p. m., el británico Culloden se enfrentó al barco francés de retaguardia, el Centaure; estaban emparejados equitativamente, cada uno equipado con 74 cañones pesados, 37 en cada lado. Para entonces, los franceses habían formado una formación de línea por delante, con su buque insignia en el centro. Boscawen afirmó que deseaba que sus barcos líderes, y por lo tanto los más rápidos, se enfrentaran a los primeros barcos franceses que encontraron; luego, cuando llegue el próximo barco británico, evite esta lucha para atacar al próximo barco francés en línea. Creía que cualquier barco francés sobrepasado podía dejarse a salvo al escuadrón de Brodrick. Sin embargo, solo su propio buque insignia adoptó este enfoque, y solo cuatro de los siete barcos franceses participaron. Centaure fue atacada por cinco barcos británicos, luchando durante cinco horas y retrasando seriamente la persecución británica antes de rendirse después de ser golpeada en un naufragio y tener más de un tercio de su tripulación muerto o herido.
Mientras tanto, Boscawen había seguido adelante en su buque insignia de 90 cañones, decidido a enfrentarse al barco más grande de la flota francesa, el buque insignia de La Clue, el Océan de 80 cañones. Namur pasó tres barcos franceses, recibiendo una andanada de cada uno; Boscawen ordenó que no hubiera fuego de respuesta, sino que su tripulación se recostara para minimizar las bajas. A las 4:00 p. m. Namur estaba lo suficientemente cerca de Océan como para abrir fuego y se desarrolló una pelea corta y aguda. Océan tuvo casi 200 hombres muertos o heridos, con La Clue entre los últimos; mientras Namur tenía uno de sus tres mástiles disparados, junto con las vergas de gavia de los otros dos. Con Namur incapaz de maniobrar, Océan, también muy dañado, huyó. Boscawen transfirió su bandera a Newark.
Mientras se ponía el sol, los seis barcos franceses supervivientes continuaron huyendo hacia el noroeste, con los barcos británicos que no se ralentizaron por los daños de la batalla tras ellos. Había suficiente luz de luna para que los barcos británicos se mantuvieran en contacto, aunque los dos barcos franceses más rápidos, Souverain y Guerrier, se deslizaron hacia el Atlántico durante la noche. El historiador naval Nicholas Tracey sugiere que La Clue navegó por un rumbo incorrecto, no pudo capear el Cabo San Vicente y quedó atrapado contra una costa de sotavento. El La Clue, gravemente herido, tenía ahora el mando sólo sobre su buque insignia y otros tres barcos de la línea, Redoutable, Téméraire y Modeste, ninguno de los cuales se había comprometido todavía. Desesperado por escapar, llevó los restos de su flota a un pequeño río al oeste de Lagos en Portugal. Portugal era neutral y sería ilegal que Boscawen lo atacara allí. También había un pequeño fuerte portugués que dominaba el fondeadero y La Clue pudo haber esperado que esto fuera algo disuasorio.

### Fuera de Lagos

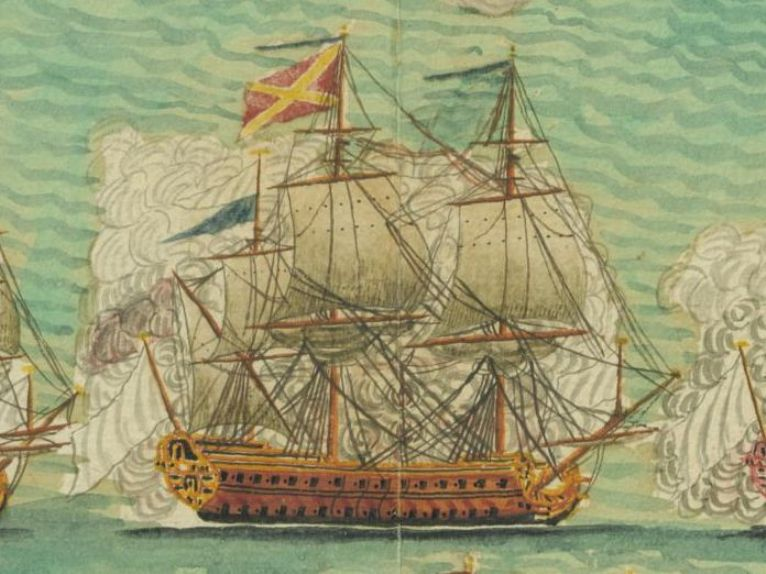
El barco francés de la línea Redoutable

Cuando Boscawen se acercó a Newark, los portugueses abrieron fuego y él se elevó fuera del alcance de los cañones y seleccionó varios barcos para atacar a los franceses "sin tener en cuenta las leyes de neutralidad". La América británica atacó Océan, disparando una andanada desde corto alcance y exigiendo su rendición. Los franceses, que habían estado en el proceso de abandonar el barco, lucieron sus banderas. Los británicos no pudieron remolcar a Océan porque había sido empujada a tierra con algo de fuerza para evitar esto. Así que evacuaron a los que quedaban de la tripulación y le prendieron fuego; varias horas después, alrededor de la medianoche, el fuego alcanzó su cargador y estalló.
Tres naves del escuadrón trasero de Brodrick fueron enviadas tras el Redoutable. El HMS Prince disparó repetidamente contra ella y luego la abordó. También estaba firmemente varada y, al igual que Océan, fue incendiada y también explotó varias horas después. Habiendo observado el incendio de Océan y Redoutable y el HMS Jersey navegando hacia ellos, la tripulación del Modeste huyó o se rindió y fue remolcada, poco dañada, a la flota británica; Los fuertes portugueses dispararon contra Jersey durante esta operación. El último barco francés, Téméraire, fue atacado por Warspite a las 2:45 p. m., pero su tripulación se negó a rendirse. Warspite maniobró para poder disparar a la popa de Téméraire, donde los franceses podían hacer poco para devolver el fuego, y después de una hora, Téméraire también golpeó sus banderas y fue remolcada.

## Secuelas
Los franceses tenían 500 hombres muertos, heridos o capturados; contra 56 británicos muertos y 196 heridos. La Clue, gravemente herido, fue llevado a tierra antes de que los británicos llegaran y sobrevivieran; cinco años después fue ascendido a teniente general. La batalla no tuvo ningún efecto sobre los planes franceses de invadir Gran Bretaña. Los dos barcos franceses que escaparon de la batalla llegaron finalmente a Rochefort. Los cinco barcos franceses en Cádiz fueron bloqueados por el segundo al mando de Boscawen, el almirante Brodrick. Se les ordenó que se dirigieran a los puertos atlánticos franceses si lograban romper este bloqueo, con el fin de reforzar la flota en Brest. Pero cuando eludieron a Brodrick durante una tormenta invernal en enero de 1760, la Flota Atlántica francesa había sido destruida en la Batalla de la Bahía de Quiberon, y en su lugar regresaron a Toulon.
Al escuchar la noticia de la victoria, el primer ministro británico notoriamente nervioso, el duque de Newcastle, dijo: "Hasta ahora tenía miedo de una invasión". La violación de Boscawen de la neutralidad portuguesa fue totalmente apoyada por su gobierno, que aplacó a los portugueses con persuadiéndolos de que fue un resultado inadvertido de la orden de persecución general de Boscawen. Tres años después, los gobiernos español y francés utilizaron esta brecha de neutralidad como uno de sus pretextos para declarar la guerra e invadir Portugal. Boscawen, sus capitanes y sus tripulaciones fueron festejados en Gran Bretaña. Después de completar sus reacondicionamientos interrumpidos, varios de los barcos victoriosos de Boscawen fueron transferidos a la flota del almirante Edward Hawke en Brest, y cinco estaban con Hawke cuando destruyó la flota de Brest en la bahía de Quiberon en noviembre.
La historiadora Sarah Kinkel describe la batalla de Lagos como una victoria "definitiva". El historiador Geoffrey Blainey describe a Boscawen como quizás el comandante naval más exitoso del siglo XVIII, "cuando las batallas no concluyentes en el mar eran normales". La batalla fue una de una serie de victorias británicas en 1759 que hicieron que se conociera el año. como annus mirabilis (en latín, año de las maravillas).
Los tres barcos franceses capturados pasaron a servir en la Royal Navy británica como HMS Centaur, Modeste y Temeraire. A bordo de Océan como oficial subalterno estaba Pierre André de Suffren, que más tarde ganar fama como almirante al mando de una flota francesa en el Océano Índico. Un joven esclavo llamado Olaudah Equiano, que más tarde se convertiría en un prominente abolicionista en Inglaterra, participó en el compromiso del lado británico. Incluyó un relato de la batalla en su autobiografía, The Interesting Narrative of the Life of Olaudah Equiano.

## Orden de batalla

### Gran Bretaña
| Barcos - HMS Namur (bandera) - HMS Prince - HMS Newark - HMS Warspite - HMS Culloden - HMS Conqueror - HMS Swiftsure - HMS Edgar - HMS St Albans - HMS Intrepid | - HMS America - HMS Princess Louisa - HMS Jersey - HMS Guernsey - HMS Portland Fragatas - HMS Ambuscade - HMS Rainbow - HMS Shannon - HMS Active - HMS Thetis | - HMS Lyme - HMS Gibraltar - HMS Glasgow - HMS Sheerness - HMS Tartar's Prize Balandras - HMS Favourite - HMS Gramont Cañoneros - HMS Aetna - HMS Salamander |

### Francia
| Barcos - HMS Centaur capturado el 18 de agosto - L'Océan (bandera) encallado y quemado el 19 de agosto - Le Redoutable encallado y quemado el 19 de agosto - Téméraire capturado 19 de agosto - Modeste capturado 19 de agosto | - Souverain escapó - Guerrier escapó Barcos que se separaron de noche y zarparon hacia Cádiz: - Triton - Lion | - Fantasque - Fier - Oriflamme Fragatas - Minerve - Chimère - Gracieuse |